# Guillaume Victorin
Guillaume Victorin (né le 26 mai 1990 à Montpellier) est un athlète français, spécialiste du saut en longueur.

## Carrière
Il a obtenu une médaille de bronze aux championnats d'Europe espoirs 2011.
Le 8 août 2018, il termine 8e des championnats d'Europe de Berlin avec 7,84 m.

## Palmarès
| Date | Compétition                   | Lieu    | Résultat | Marque |
| ---- | ----------------------------- | ------- | -------- | ------ |
| 2011 | Championnats d'Europe espoirs | Ostrava | 3e       | 7,86 m |
| 2018 | Championnats d'Europe         | Berlin  | 8e       | 7,84 m |

- Championnats de France en salle
  - vainqueur du saut en longueur en 2018.

## Records
| Épreuve          | Épreuve   | Marque | Lieu     | Date            |
| ---------------- | --------- | ------ | -------- | --------------- |
| Saut en longueur | Plein air | 8,00 m | Albi     | 8 juillet 2018  |
| Saut en longueur | En salle  | 7,91 m | New York | 28 février 2014 |